# مايكل فلين (لاعب كرة قدم)
مايكل فلين (بالإنجليزية: Michael Flynn) (7 أكتوبر 1980 بنيوبورت في المملكة المتحدة - ) هو لاعب كرة قدم بريطاني في مركز الوسط. لعب مع برادفورد سيتي ونادي باري تاون يونايتد ونادي بلاكبول ونادي غيلينغهام ونيوبورت كونتي وهدرسفيلد تاون وويغان أتلتيك وUndy A.F.C. ‏ ودارلينجتون إف سى.

## وصلات خارجية
- ميخائيل فلين على موقع قاعدة بيانات كرة القدم.إي يو (الإنجليزية)
- ميخائيل فلين على موقع Soccerbase.com (لاعب) (الإنجليزية)